# جون شيميزو
جون شيميزو (باليابانية: 清水 純) (مواليد 21 مايو 1985)، هو لاعب كرة قدم ياباني سابق كان يلعب كمدافع.

## وصلات خارجية
- جون شيميزو على موقع رابطة كرة القدم اليابانية للمحترفين (اليابانية)